# Filderhalle
Die Filderhalle ist ein Kongress- und Tagungszentrum in Leinfelden-Echterdingen. Sie hat eine Gesamtkapazität von etwa 1800 Sitzplätzen und 6100 m² Ausstellungsfläche.

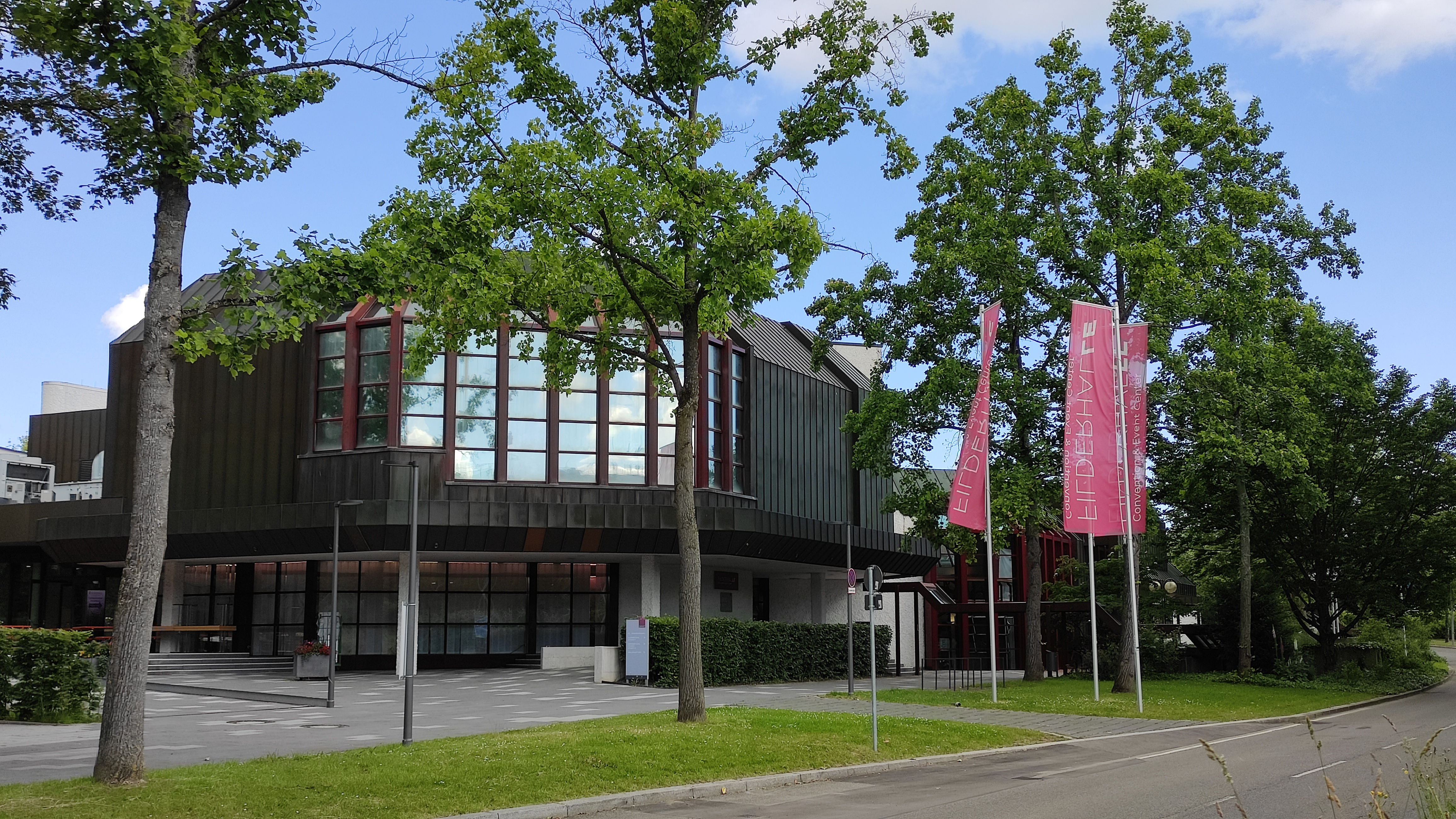
Filderhalle

## Geschichte
Die Filderhalle wurde 1958 als eine typische Mehrzweckhalle mit Bühne, Orchestergraben, Umkleideräumen, Kegelbahnen, einem Foyer, einem Saal als Sporthalle und einer Gaststätte gebaut.
Im August 1979 begann man, die Filderhalle umzubauen und zu erweitern. Als neuer Raum kam der Kleine Saal hinzu. Der Große Saal wurde neu gestaltet und mit einer Galerie versehen. Die Wandverkleidung aus Holz sowie die Deckenverkleidung mit abgehängten Raumteilen in den Räumen sind bis heute ein gestaltendes Element und für Raumakustik, Belüftung und Beleuchtung  geeignet. Auch die Technik wurde modernisiert. Das Restaurant wurde vergrößert und erweitert. Am 21. Januar 1983 waren die Arbeiten abgeschlossen. Entstanden war eine Tagungs- und Kongresshalle, die seither nicht nur von der Bürgerschaft, sondern auch von Veranstaltern außerhalb der Stadt genutzt wird.
Prominentester Gast der Filderhalle war im Oktober 1997 Microsoft-Chef Bill Gates.

## Räume
Die Filderhalle bietet Platz für Veranstaltungen von 10 bis 1800 Personen. Die fünf Veranstaltungsräume sind rund um das zwei Stockwerke umfassende Foyer angeordnet. Im Großen Saal mit Bühne und Empore finden bei einer Reihenbestuhlung bis zu 1000 Personen Platz. Der Große Saal hat eine Größe von 820 m² inklusive Empore. Im Kleinen Saal finden bei einer Reihenbestuhlung, bis zu 350 Personen Platz. Der Kleine Saal hat eine Gesamtgröße von 365 m². In den drei Studios finden bei einer Reihenbestuhlung zwischen 10 und 200 Personen Platz.
Das Restaurant „FILL“ ist direkt an die Filderhalle angeschlossen und hat 180 Plätze.

## Besonderheiten
Die Filderhalle wird auch im Rahmen eines dualen Studiums im Bereich Messe-, Tagungs- und Kongresswesen mit der DHBW Ravensburg genutzt. Außerdem bildet die Filderhalle Fachkräfte für Veranstaltungstechnik aus.

## Belege
- Stuttgarter Zeitung, 22. Januar 1983, S. 29 ff.
- Stuttgarter Zeitung, 22. Januar 1983, Sonderdruck